# Telekomunikacja i Techniki Informacyjne
Telekomunikacja i Techniki Informacyjne – czasopismo naukowo-techniczne wydawane co kwartał przez Instytut Łączności. Poświęcone jest nowym osiągnięciom naukowym w zakresie techniki, ekonomiki, a także organizacji w dziedzinie telekomunikacji w technikach informacyjnych.
W czasopiśmie można również znaleźć problemy naukowo-techniczne z problematyką społeczeństwa informacyjnego. Zamieszczone są także materiały informujące o kierunkach rozwojowych, zagadnienia związane z kształceniem i sposoby podwyższania kwalifikacji w wybranych dziedzinach.
W czasopiśmie tym można znaleźć informacje o:
- bieżących problemach
- tematach badawczych
- kierunkach rozwojowych

A także:
- zagadnienia związane z kształceniem i podwyższaniem kwalifikacji

W kwartalniku tym są zamieszczane artykuły zamawiane, jak i artykuły zgłaszane przez autorów oraz komunikaty i różnorodne informacje. Wszystkie artykuły są recenzowane. Czasopismo to można dostać na zamówienie lub w firmach bądź instytucjach prenumerujących go. Niedostępny jest w zwykłych salonikach prasowych. Wszystkie artykuły czasopisma są dostępne w wersji on-line.
Ministerstwo Nauki i Szkolnictwa Wyższego zakwalifikowało ten kwartalnik do wykazu czasopism punktowanych. Za umieszczoną w nim publikację naukową przyznano 2 punkty.